# Paul Taffanel

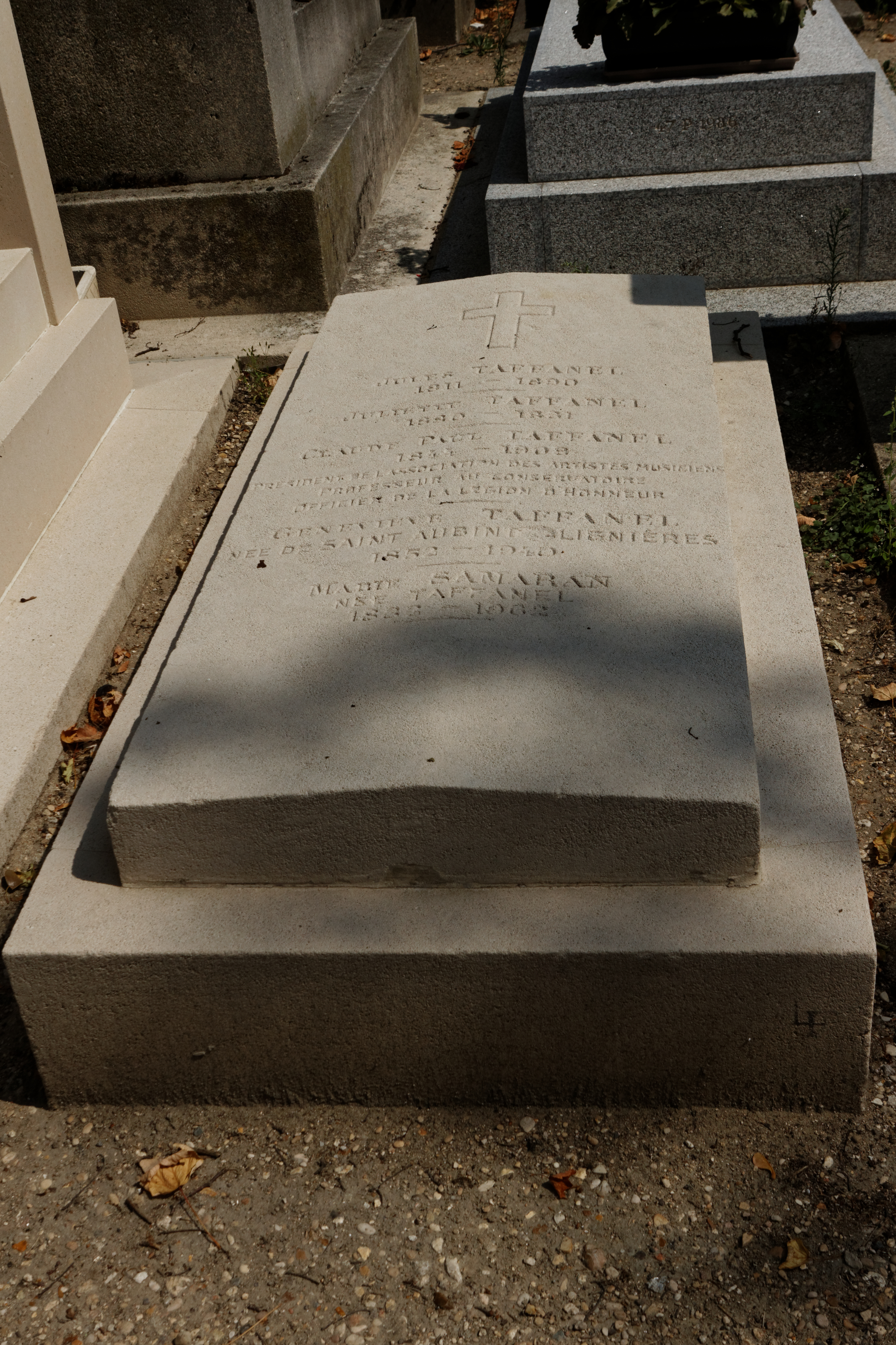
Sírja a párizsi Père-Lachaise temetőben

Paul Taffanel (teljes nevén Claude Paul Taffanel) (Bordeaux, 1844. szeptember 16. – Párizs, 1908. november 22.) francia fuvolista, a modern francia fuvolaművészet elindítója.

## Életpályája
1892-ben a párizsi Nagyopera zeneigazgatója lett, majd 1892 és 1903 között a Conservatoire hangversenyek karnagya volt.

## Művei
- Méthode complète de fûte
- L'art de diriger
- La flûte (szócikk a Lavignac zenei enciklopédiában)

## Bibliográfia
- L'école française de flûte par Claude Dorgeuille
- Taffanel - Génie de la flûte par Edward Blakeman, traduit de l'anglais par Christophe Lanter
- Taffanel, la belle aventure d'Edward Blakeman, 3-9. o., dans le  n° 1 (décembre 2009 - mai 2010) de la revue Tempo flûte (revue de l'association de l'histoire de la flûte française)
- Traversières magazine n° 101, 2011 (revue officielle de l'association française de la flûte), consacré à Taffanel